# Sven Fahlén
Sven Yngve Fahlén (ur. 6 października 1959 w Östersund) – szwedzki biathlonista. W Pucharze Świata zadebiutował 16 lutego 1980 roku w Lake Placid, gdzie zajął 31. miejsce w biegu indywidualnym. Pierwsze punkty (do sezonu 1997/1998 punktowało 25. najlepszych zawodników) wywalczył 12 lutego 1981 roku w Lahti, zajmując 18. miejsce w tej samej konkurencji. Nigdy nie stanął na podium indywidualnych zawodów PŚ. W 1981 roku wystąpił na mistrzostwach świata w Lahti, gdzie zajął 18. miejsce w biegu indywidualnym 16. miejsce w sprincie i piąte miejsce w sztafecie. Był też między innymi piąty w sztafecie podczas mistrzostw świata w Ruhpolding w 1985 roku. W 1980 roku wystartował na igrzyskach olimpijskich w Lake Placid, gdzie zajął 31. miejsce w biegu indywidualnym i dziesiąte w sztafecie. Brał też udział w igrzyskach w Sarajewie w 1984 roku, plasując się na 11. pozycji w biegu indywidualnym, 21. pozycji w sprincie i 10. w sztafecie. W 1980 roku zdobył brązowy medal w sprincie podczas MŚJ w Sarajewie.

## Osiągnięcia

### Igrzyska olimpijskie
| Rok  | Miejscowość | Konkurencje | Konkurencje | Konkurencje | Konkurencje | Konkurencje | Konkurencje | Konkurencje |
| Rok  | Miejscowość | IN          | SP          | PU          | MS          | RL          | MR          | SR          |
| ---- | ----------- | ----------- | ----------- | ----------- | ----------- | ----------- | ----------- | ----------- |
| 1980 | Lake Placid | 31.         | –           | nd.         | nd.         | 10.         | nd.         | –           |
| 1984 | Sarajewo    | 11.         | 21.         | nd.         | nd.         | 10.         | nd.         | –           |

### Mistrzostwa świata
| Rok  | Miejscowość | Konkurencje | Konkurencje | Konkurencje | Konkurencje | Konkurencje | Konkurencje | Konkurencje |
| Rok  | Miejscowość | IN          | SP          | PU          | MS          | RL          | MR          | SR          |
| ---- | ----------- | ----------- | ----------- | ----------- | ----------- | ----------- | ----------- | ----------- |
| 1981 | Lahti       | 18.         | 16.         | nd.         | nd.         | 5.          | nd.         | –           |
| 1982 | Mińsk       | 24.         | 37.         | nd.         | nd.         | 7.          | nd.         | –           |
| 1983 | Anterselva  | –           | 24.         | nd.         | nd.         | 14.         | nd.         | –           |
| 1985 | Ruhpolding  | –           | 35.         | nd.         | nd.         | 5.          | nd.         | –           |
| 1986 | Oslo        | 63.         | –           | nd.         | nd.         | –           | nd.         | –           |

### Puchar Świata

#### Miejsca w klasyfikacji generalnej
| Sezon     | Miejsce |
| --------- | ------- |
| 1979/1980 | -       |
| 1980/1981 | ?       |
| 1981/1982 | ?       |
| 1982/1983 | ?       |
| 1983/1984 | ?       |
| 1984/1985 | -       |
| 1985/1986 | -       |

#### Miejsca na podium chronologicznie
Fahlén nigdy nie stanął na podium indywidualnych zawodów PŚ.